# Jang Joon-hwan
Jang Joon-hwan (* 18. Januar 1970 in Jeonju, Nord-Jeolla, Südkorea) ist ein südkoreanischer Filmregisseur.

## Leben
Er gab sein Regiedebüt mit dem Kurzfilm 2001 Imagine (2001 이매진) im Jahr 1994 als Abschlussfilm an der Korean Academy of Film Arts. Zuvor schloss er ein Studium an der Sungkyunkwan University im Fach Englische Sprache und Literatur ab.
Gemeinsam mit Bong Joon-ho schrieb Jang das Drehbuch für den 1999 erschienenen Film Phantom: The Submarine. Bekannt wurde er mit seinem Film Save the Green Planet im Jahr 2003. Der Film erhielt positive Kritiken, lief auf zahlreichen Filmfestspielen und entwickelte Kultstatus. Der Film erhielt den Silbernen Georg auf dem 25. Filmfestival von Moskau und den Goldenen Raben des Brussels International Fantastic Film Festival. Jang wurde als bester neuer Regisseur mit dem Blue Dragon Award und dem Busan Film Critics Award ausgezeichnet.
Nachdem er zwei weitere Kurzfilme drehte, veröffentlichte er 2013 mit Hwayi: A Monster Boy seinen zweiten Spielfilm. 2017 erschien mit dem Politthriller 1987 sein dritter Film. Dieser handelt von der Demokratiebewegung und dem Juniaufstand im Jahr 1987, erhielt positive Kritiken, zahlreiche Auszeichnungen und lockte 7,2 Millionen Besucher in Südkoreas Kinosäle.
Seit 2006 ist Jang mit der Schauspielerin Moon So-ri verheiratet. 2011 brachte sie eine Tochter zur Welt. 2017 hatte Jang einen Cameo-Auftritt in Moon So-ris Film The Running Actress.

## Filmografie
- 1994: 2001 Imagine (2001 이매진, Kurzfilm)
- 1999: Phantom: The Submarine (유령, Drehbuch)
- 2003: Save the Green Planet (지구를 지켜라!)
- 2004: Teol (털, Kurzfilm)
- 2013: Hwayi: A Monster Boy (화이: 괴물을 삼킨 아이)
- 2017: 1987